# Faragó Kamilla
Faragó Kamilla (Kecskemét, 2000. november 22. –) világbajnoki ezüstérmes magyar válogatott vízilabdázó, jelenleg az UVSE Hunguest Hotels játékosa, átlövő poszton.

## Pályafutása
Négyéves kora óta úszott, majd két évig uszonyos búvárúszó volt. Kecskeméten kezdett vízilabdázni gimnazistaként. 2015-ben az UVSE játékosa lett. 2019 márciusában a szentesi világliga-selejtezőn mutatkozott be a válogatottban. A 2019-es junior vb-n hetedik volt. 2022-ben bekerült a magyar világbajnoki csapatba.
Tagja volt a magyar női vízilabda-válogatott keretének a 2022-es, hazai rendezésű vizes világbajnokságon. Végül a torna döntőjében az amerikai válogatottól 9-7-re vereséget szenvedett az együttes, így ezüstérmet szereztek Bíró Attila vezetése alatt.

## Eredményei
- Világbajnokság
  - ezüstérmes: 2022, 2024, 2025
- Európa bajnokság:
  - 5. hely: 2022
- Eurokupa:
  - győztes: 2023
- Magyar bajnokság
  - győztes: 2019, 2021, 2022, 2024
  - ezüstérmes: 2025
- Magyar kupa
  - győztes: 2018, 2023, 2024